# 列蒙特諾耶區

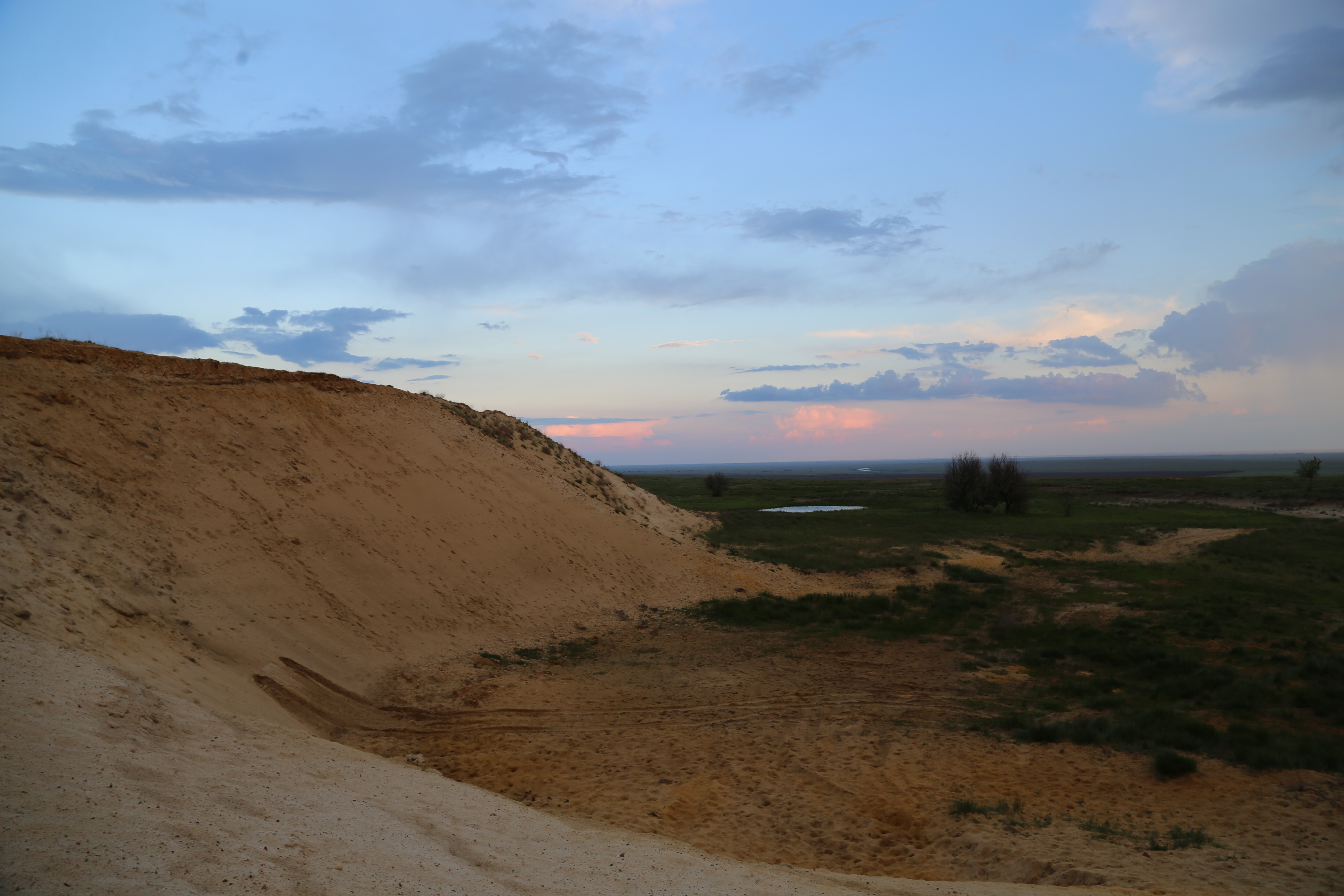

46°33′47″N 43°39′24″E / 46.56306°N 43.65667°E
列蒙特諾耶區（俄語：Ремо́нтненский райо́н）是俄羅斯的一個區，位於該國西南部，由羅斯托夫州負責管轄，面積3,779平方公里，2010年人口19,152，人口密度每平方公里5.07人。